# 欢论
欢论（壮语：Fwenlwnh），“欢”即民歌：“论”表示叙述，讲故事。“欢论”即故事歌、叙事歌。它一般有较完整的故事情节和生动的人物形象。欢论有五言、七言和长短句等，有排歌和勒脚歌两种格式，以排歌体为最，这一体裁的代表作有《嘹歌》、《七姑》、《八姑》、《鸳鸯岩》，《幽骚》等。这类歌通常篇幅较长，结构不共严紧，各地流传都比较类似。勒脚体故事歌足故事歌中的精品，这类歌艺术质量较高，歌词特别优美，结构严紧，篇幅稳定，各地流传都比较类似。典型的勒脚提故事歌有《达稳之歌》、《特华之歌》、《达备之歌》、《文龙与肖尼》、《马骨胡之歌》、《莫一大王》等。